# 阿特拉斯陨石坑
阿特拉斯陨石坑(Atlas)是位于月球正面北部一座很显眼的撞击坑，位于冷海东南，约形成于晚雨海世，乔瓦尼·巴蒂斯塔·里乔利以希腊神话中的擎天神阿特拉斯命名了它，1935年该名称被国际天文联合会正式批准接受。阿特拉斯陨石坑与赫拉克勒斯环形山形成了月球东北一对清晰的陨坑。

## 描述

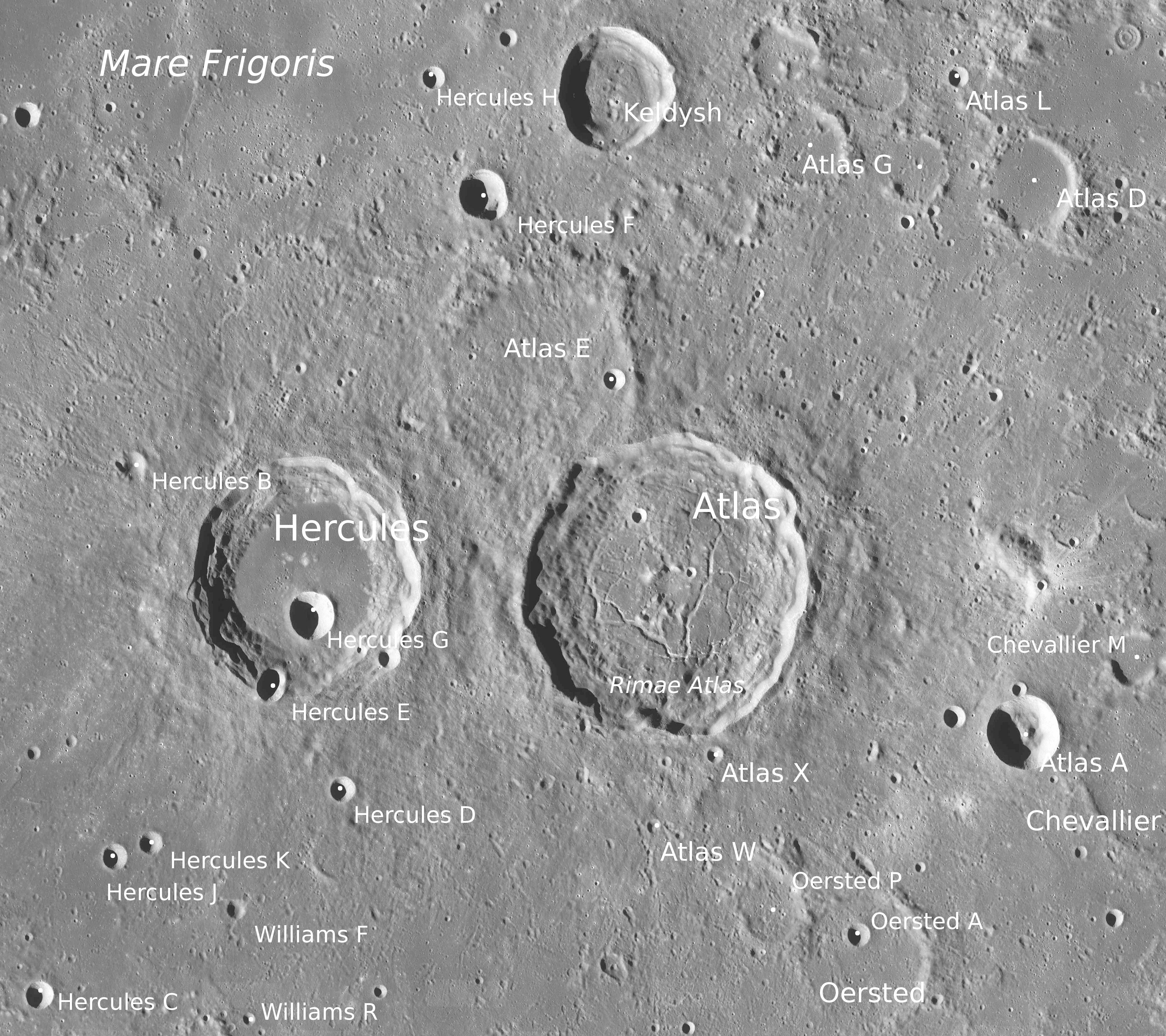
阿特拉斯陨石坑周边图，月球勘测轨道飞行器拍摄。

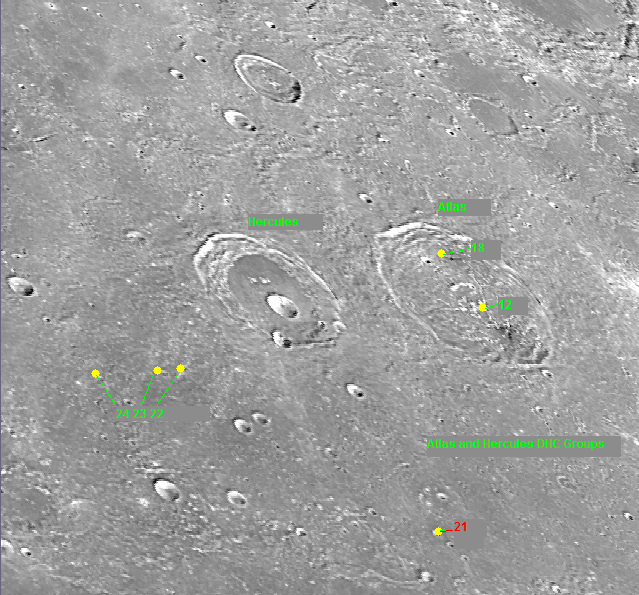
阿特拉斯陨石坑(右)和赫拉克勒斯环形山(左)。

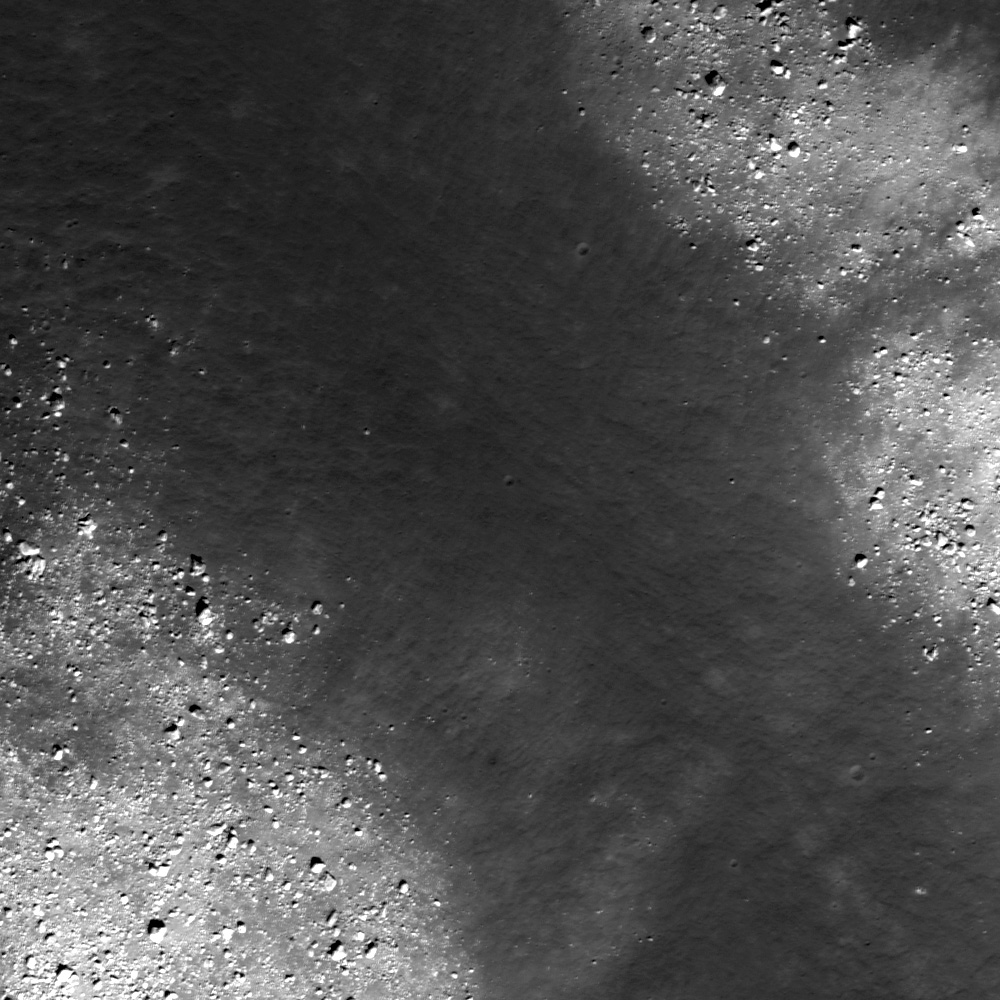
阿特拉斯陨坑底部的沟槽，月球勘测轨道飞行器拍摄，分辨率50厘米/像素。

该陨坑位于月球高地区，西邻赫拉克勒斯环形山、南望奥斯特陨石坑、刻普斯陨石坑和富兰克林环形山，谢瓦利尔环形山、沙克伯勒陨石坑和胡克陨石坑位于它的东南；陨坑西北则连接着卫星坑"阿特拉斯 E"-一座比阿特拉斯陨石坑更古老的撞击坑遗迹。
该陨坑中心月面坐标为46°44′N 44°23′E / 46.74°N 44.38°E，直径88.12公里，
深度2821米。

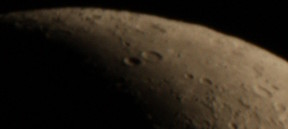
阿特拉斯陨石坑和赫拉克勒斯环形山位于中间，附近是从地球上看到的月球昼夜线。

阿特拉斯陨坑内侧壁为陡峭的阶地，上部已坍塌陷落，形成一圈尖峭的坑沿；外侧壁呈多边形状，巨大而高耸，部分壁顶高达3300米，坑壁平均高出坑底2650米，比周边地形高1410米，内部容积约7407。97公里³。碗状的坑底表面参差不齐、丘陵起伏，反照率较周边地区更高。
坑内分布有一组以该陨坑名命名的沟系-"阿特拉斯月溪"，南、北部地表上的暗斑可能代表沉积的火山碎屑岩；坑底北部和东北的众多小陨坑环有形成于火山活动的暗晕；围绕中心点坐落着一群呈圆环分布的900米高的中央山丘，可能是一座从前撞击坑的残壁。这些山丘由辉长岩、苏长岩、橄长岩、斜长岩及含85-90%斜长石和钙长石的辉长岩构成；坑底中心偏北处延伸着一道山脊。从该陨坑的形态看，虽尚未被上涌的熔岩击穿，但已导致了坑底地表的隆起和开裂，上述所提到的暗晕就可能与局部熔岩渗出的地方相连接。

该陨石坑东面一座带有明亮射纹系统的无名坑现已被命名为"阿特拉斯伴坑"(Atlas Companion)。

## 月球瞬变现象
阿特拉斯陨石坑曾被观察到坑底暗斑形状发生改变的月球瞬变现象。特别是这一现象是1891年威廉·亨利·皮克林在秘鲁"阿雷基帕天文台"(Arequipa)通过一架13英寸望远镜所发现。然而，应注意的是，亨利·皮克林是一位认为月球上存在有机生命论的支持者，这些观点对他的专业声望造成了一定的负面影响。

## 卫星陨石坑
按惯例，通过在靠近阿特拉斯陨石坑的小陨坑中心点旁放置字母，而在月球图上对它们进行标记。
| 阿特拉斯 | 纬度    | 经度    | 直径    |
| -------- | ------- | ------- | ------- |
| A        | 45.3° N | 49.6° E | 22 公里 |
| B        | 50.4° N | 49.6° E | 25 公里 |
| C        | 48.6° N | 42.5° E | 58 公里 |
| D        | 50.7° N | 46.5° E | 23 公里 |
| E        | 51.3° N | 48.6° E | 6 公里  |
| F        | 49.6° N | 52.7° E | 27 公里 |
| G        | 44.4° N | 44.2° E | 4 公里  |
| H        | 45.1° N | 45.0° E | 5 公里  |

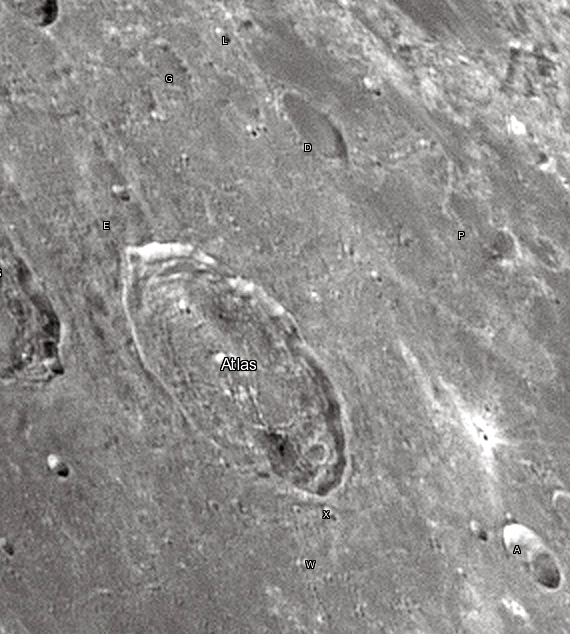
戴维·坎贝尔图片.

- 卫星坑"阿特拉斯 A"已被月球和行星天文学协会(ALPO)列入《内侧壁坡带有暗黑辐射纹的撞击坑列表》[6]。